# Nabila Tizi
Nabila Tizi-Sadki (sinh ngày 20 tháng 3 năm 1984) là một cầu thủ bóng ném của đội tuyển Algérie. Cô chơi cho câu lạc bộ Brest Bretagne Handball, và trong đội tuyển quốc gia Algérie. Cô thi đấu tại Giải vô địch bóng ném nữ thế giới 2013 ở Serbia, nơi Algérie xếp thứ 22 và Tizi là cầu thủ ghi bàn hàng đầu cho đội tuyển Algérie.